# マルセロ・ポンテス・ロペス
マルセロ・ポンテス・ロペス（葡: MARCELLO Pontes Lopes、1966年10月15日 - 2012年5月6日）は、ブラジル出身のサッカー指導者（フィジカルコーチ）。

## 来歴
元々はプロサッカー選手を目指していたが、いくつかのクラブのテストを受けるもいずれも不合格であったため、15歳で選手への道を断念した。その後、大学の体育学部で学んだことがきっかけになり、フィジカルコーチの職業を選ぶことになった。
在学中にフットサルのクラブで2年間コーチ経験を積み、卒業と同時に21歳でフラメンゴのフィジカルコーチに就任。1996年、フラメンゴで出会ったジーコに誘われる形で鹿島アントラーズのフィジカルコーチとして来日した。鹿島退団後はブラジルへ帰国するが、ブラジルでも行動を共にしていたジョアン・カルロスの名古屋グランパスエイト監督就任に伴い再来日する。その後も長期に渡り日本に留まり、コンサドーレ札幌、川崎フロンターレのコーチを歴任した。2009年再びジョアン・カルロスの下で働くためにブラジルへ帰国するが、2010年よりアルビレックス新潟のコーチ就任のため三度来日した。
2010年5月1日、体調不良を訴え新潟市内の病院に入院。12日に急性白血病との診断結果が発表され、6月にブラジルへ帰国した。少なくとも半年の加療が必要であったため、ブラジルへ帰国して治療を続けていたが、2012年5月6日、死去。45歳没。

## 指導歴
- 1998年-1993年  フラメンゴ
- 1993年-1994年  アメリカFC
- 1994年  パラグアイ代表[7]
- 1995年  リオ・ブランコEC
- 1995年  CAブラガンチーノ
- 1996年-1998年  鹿島アントラーズ
- 1998年  アトレチコ・パラナエンセ
- 1999年  AEアラサトゥバ
- 1999年  ブラジルユース代表[7]
- 1999年  ウニオン・サンジョアンEC
- 1999年-2001年  名古屋グランパスエイト
- 2003年  コンサドーレ札幌
- 2004年-2008年  川崎フロンターレ
- 2009年  ECチギレス・ド・ブラジル
- 2010年  アルビレックス新潟

肩書は全てフィジカルコーチ